# Дружина (Загорје об Сави)
Дружина (словен. Družina) је насељено место у општини Загорје об Сави, Засавска регија, Словенија.

## Историја
До територијалне реорганизације у Словенији била је у саставу старе општине Загорје об Сави.

## Становништво
У попису становништва из 2011. године, Дружина је имала 3 становника.
| Број становника према пописима | Број становника према пописима | Број становника према пописима |
| ------------------------------ | ------------------------------ | ------------------------------ |
| 1991                           | 2002                           | 2011                           |
| 8                              | 7                              | 3                              |